# Bunter Kalkröhrenwurm
Der Bunte Kalkröhrenwurm oder Kleine Kalkröhrenwurm (Serpula vermicularis) ist ein mariner Ringelwurm aus der Familie der Serpulidae innerhalb der Klasse der Vielborster (Polychaeten), der in Meeren weltweit verbreitet ist.

## Merkmale
Serpula vermicularis hat einen bis etwa 7 cm langen, dicken, konischen, gelblichen bis rötlichen Körper mit rund 300 Segmenten, von denen 7 den Thorax bilden, und einer rot-weiß gebandeten Tentakelkrone aus 30 bis 40 Paar Haupttentakeln, die an ihrer Basis durch eine dicke Membran miteinander verbunden sind. Am Peristomium sitzen zwei Augen.
Der Kragen ist dorsal und lateral eingeschnitten und ventral rückwärts gebogen. Die Thoraxmembran ist breit. Der erste borstentragende Segment hat dünne, fein gezähnte kapillarförmige Borsten und kräftigere, leicht gebogene Borsten mit einer fein gezähnten Spitze, an deren Basis 2 große Zähne sitzen. Die Borsten der Notopodien an den übrigen Segmenten des Thorax sind weit geflügelt und an der Spitze mit Zähnchen besetzt. Die hakenförmigen Borsten des Thorax haben 5 bis 6 kräftige Zähne. Die Neuropodien des Abdomens tragen flache trompetenförmige Borsten, doch stehen an den letzten Segmenten an ihrer Stelle lange, dünne kapillarförmige Borsten. Die hakenförmigen Borsten des Abdomens haben 4 bis 8 Zähne.
Die Tentakeln (Radiolen) dienen dazu, Phytoplankton und Detritus einzufangen und dem Mund zuzuführen, haben jedoch gleichzeitig als Kiemen Atemfunktion. Hierzu wird Blut in einzelnen, blind endenden Tentakelgefäßen mit wechselnder Fließrichtung in die Tentakel ein- und ausgepumpt. Von hier fließt das Blut durch das Bauchgefäß zum Körperende und von dort durch den Darmsinus wieder nach vorn. Als Blutfarbstoff dient im Plasma gelöstes Chlorocruorin.

## Wohnröhre

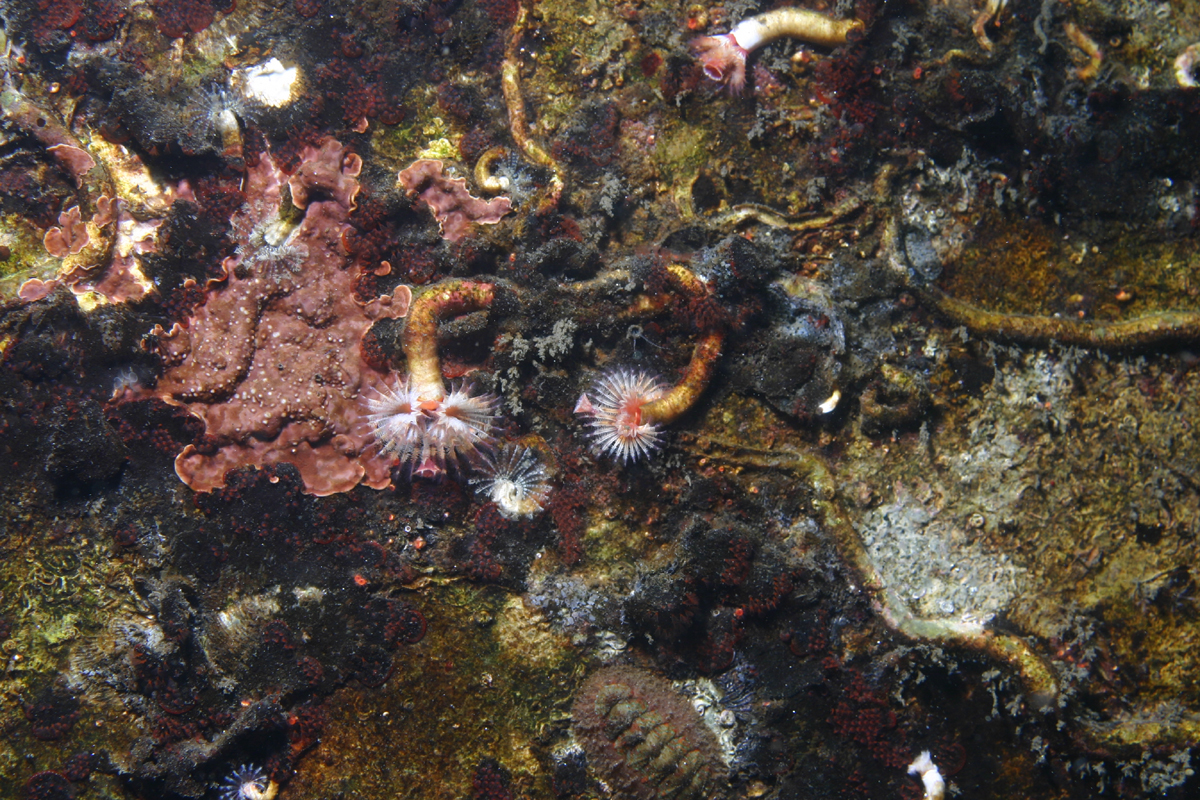
Kalkröhren von Serpula vermicularis

Die etwa 5 bis 7 cm lange und 4 mm breite, rosafarbene bis blassrote, selten weiße Wohnröhre von Serpula vermicularis hat 5 Längsrippen mit stumpfen Zähnen oder scharfen Stacheln, kann aber auch quer verlaufende Wachstumsstreifen haben und ist recht glatt, wenn sie aufrecht oder in Aggregation auftritt. Sie besteht aus Calciumcarbonat, nämlich Calcit und Aragonit. Die hierfür benötigten Calciumionen werden in zwei weißen Säcken an der Bauchseite des Peristomiums gespeichert. Die Röhre wird von den drüsigen Bauchschilden der Thoraxsegmente abgeschieden und vom Kragen direkt hinter dem Prostomium ausgeformt.
Die Wohnröhre wird verschlossen mit einem rot-weiß gebandeten, trichterförmigen Operculum mit sternförmig verlaufenden Rinnen und 20 bis 40 seitlichen Zähnchen sowie einem stachellosen Pedunculus.

## Verbreitung
Serpula vermicularis ist weltweit verbreitet, so im Ärmelkanal, in der gesamten Nordsee, im Skagerrak, Kattegat, dem Großen und Kleinen Belt und dem nördlichen Öresund, ebenso aber auch im Pazifischen und Indischen Ozean.

## Lebensraum
Serpula vermicularis lebt auf festen Substraten, vorzugsweise Felsen und Molluskenschalen in der Gezeitenzone und darunter bis in Tiefen von etwa 100 m, so in Meereslagunen, Buchten und natürlichen Häfen. Auch Moostierchen und die Röhren anderer Vielborster werden besiedelt und auf diese Weise Riffe gebildet, die wiederum durch Bohrschwämme (Cliona celata) zerstört werden können. Das Tier siedelt sich auch auf großen Braunalgen wie Fucus spp. an, meidet jedoch Nereocystis spp. Als möglicher Grund hierfür wird genannt, dass letztere als Füllung ihrer Pneumocysten Kohlenmonoxid verwenden, zu dem das als Blutfarbstoff des Ringelwurms dienende Chlorocruorin eine besonders starke Affinität hat, was zum Erstickungstod führen könnte.
Von Serpula vermicularis in einem Zeitraum von vielen Jahren gebaute Riffe im kalten Wasser bieten zahlreichen anderen Organismen Lebensraum. In den Gewässern des Vereinigten Königreichs sind dies zahlreiche sessile Tiere wie Schwämme, Hydrozoen, Seescheiden – darunter Pyura microcosmus –, Moostierchen, andere Vielborster wie Pomatoceros triqueter, Seeanemonen wie Metridium senile und Muscheln wie Chlamys spp., Modiolus modiolus und Aequipecten opercularis. Auch finden sich Zehnfußkrebse wie Cancer pagurus, Seeigel wie Echinus esculentus und Psammechinus miliaris, Schlangensterne wie Ophiothrix fragilis, Seesterne wie Asterias rubens und Schnecken wie Buccinum undatum, ebenso auch Rotalgen.

## Entwicklungszyklus
In den Gewässern des Vereinigten Königreichs findet die Paarung von Serpula vermicularis in den Monaten von Juni bis September statt, wobei die Eier von den Weibchen ins freie Meerwasser entlassen und dort vom Sperma des Männchens befruchtet werden. Die Larven leben etwa zwei Monate lang frei schwimmend als Zooplankton, bevor sie niedersinken und zu kleinen Borstenwürmern metamorphosieren. Der Zuwachs der Wohnröhren beträgt hiernach etwa 1 cm pro Monat. Der Ringelwurm wird mit etwa 10 Monaten geschlechtsreif und erreicht ein Alter von mehreren Jahren.

## Ernährung
Serpula vermicularis ist ein Filtrierer, der mit seinen Tentakeln Phytoplankton und Detritus einfängt.

## Fressfeinde
Zu den Fressfeinden von Serpula vermicularis gehören unter anderem Seeigel, Seesterne und die Lippfische Crenilabrus melops und Ctenolabrus rupestris.